# Cara Buono
Cara Buono er en amerikansk skuespillerinde. Hun er bedst kendt for sine roller som Dr. Faye Miller i fjerde sæson af AMC -dramaserien Mad Men ; Kelli Moltisanti i sjette sæson af The Sopranos ; Linda Salvo i 2006-komedien Artie Lange's Beer League ; og Karen Wheeler i gyser sci-fi Netflix -serien Stranger Things (2016-nu). Hun har optrådt i adskillige film, herunder Hulk (2003) og Let Me In (2010).

## Tidligt liv og uddannelse
Buono blev født og opvoksede i Bronx i en Proletar-familie af italiensk afstamning . Hun har to brødre og en søster.  
Buono gik på Fiorello H. LaGuardia High School  og dimitterede fra Columbia University.
Hun fik sin skuespillerdebut i Harvey Fiersteins skuespil Spookhouse i en alder af 12. 

## Personlige liv
Buono bor i New York City's Greenwich Village sammen med sin mand Peter Thum, og deres datter. 

## Filmografi
| År   | Titel                       | Rolle               | Noter                |
| ---- | --------------------------- | ------------------- | -------------------- |
| 1992 | Gladiator                   | Dawn                |                      |
| 1992 | Waterland                   | Judy Dobson         |                      |
| 1994 | The Cowboy Way              | Teresa Salazar      |                      |
| 1995 | Killer: A Journal of Murder | Esther Lesser       |                      |
| 1995 | Kicking and Screaming       | Kate                |                      |
| 1997 | Next Stop Wonderland        | Toni-Ann Antonelli  |                      |
| 1998 | Next Stop Wonderland        | Julie               |                      |
| 1998 | River Red                   | Rachel              |                      |
| 1999 | Man of the Century          | Virginia Clemens    |                      |
| 1999 | Two Ninas                   | Nina Cohen          |                      |
| 1999 | Chutney Popcorn             | Janis               |                      |
| 2000 | Happy Accidents             | Bette               |                      |
| 2000 | Takedown                    | Christina maler     |                      |
| 2000 | Attention Shoppers          | Claire Suarez       |                      |
| 2003 | Hulk                        | Edith Banner        |                      |
| 2004 | From Other Worlds           | Joanne Schwartzbaum |                      |
| 2006 | Artie Lange's Beer League   | Linda Salvo         |                      |
| 2007 | Cthulhu                     | Dannie Marsh        |                      |
| 2010 | Betrayed                    | Amy Waite           | Kortfilm             |
| 2010 | Stuff                       | Madeline            | Kortfilm             |
| 2010 | Let Me In                   | Owens mor           |                      |
| 2012 | The Discoverers             | Nell                |                      |
| 2014 | A Good Marriage             | Betty Pike          |                      |
| 2015 | Paper Towns                 | Connie Jacobsen     |                      |
| 2015 | Emily og Tim                | Emily Hanratty      | Segment: "Forræderi" |
| 2016 | Half the Perfect World      | Sonia               |                      |
| 2017 | All Saints                  | Aimee Spurlock      |                      |
| 2018 | Monsters and Men            | Stacey              |                      |
| 2022 | She Came from the Woods     | Heather McCalister  | Postproduktion       |
| TBD  | Things Like This            | Margie Kitlin       | Postproduktion       |

### Television
| Year    | Title                                  | Role                   | Notes |
| ------- | -------------------------------------- | ---------------------- | --- |
| 1989    | Dream Street                           | Joann                  | 2 episoder |
| 1991    | CBS Schoolbreak Special                | Abby Morris            | Episode: "Abby, My Love" Nomineret– Daytime Emmy Award for Outstanding Performer in a Children's Special |
| 1992    | I'll Fly Away                          | Diane                  | 3 episoder |
| 1993    | Tribeca                                | Rose Polito            | Episode: "The Hopeless Romantic" |
| 1993    | Victim of Love: The Shannon Mohr Story | Tracey Lien            | TV-serie |
| 1995    | The Single Guy                         | Christie               | Episode: "Tennis" |
| 1996    | New York Undercover                    | Connie                 | Episode: "A Time to Kill" |
| 1996    | Law & Order                            | Shelly Taggert         | Episode: "Girlfriends" |
| 1998    | Law & Order                            | Alice Simonelli        | Episode: "Punk" |
| 1999    | Deep in My Heart                       | Young Gerry Cummins    | TV-film |
| 2001    | Family Law                             | Carly Hanson           | Episode: "Intentions" |
| 2002    | Law &amp; Order: Criminal Intent       | Charlotte Fielding     | Episode: "Phantom" |
| 2002    | CSI: Crime Scene Investigation         | Tracy Logan            | Episode: "Chasing the Bus" |
| 2003    | Miss Match                             | Michelle Schiff        | Episode: "The Love Bandit" |
| 2004    | Six Months to Live                     | Alice                  | Episode: "1.1" |
| 2004–05 | Third Watch                            | Grace Foster           | 22 episoder |
| 2006–07 | The Sopranos                           | Kelli Moltisanti       | 7 episoder |
| 2007    | Law & Order                            | Attorney Shannon       | Episode: "Melting Pot" |
| 2007    | Queens Supreme                         | Bettina Martinelli     | Episode: "That Voodoo That You Do" |
| 2007    | The Dead Zone                          | Sheriff Anna Turner    | 6 episoder |
| 2008    | Law &amp; Order: Special Victims Unit  | Rachel Zelinsky        | Episode: "Unorthodox" |
| 2008    | The Unquiet                            | Julie Bishop           | TV-film |
| 2009    | ER                                     | Lisa Salamunovich      | Episode: "And in the End..." |
| 2009    | NCIS                                   | Navy Cdr. Sarah Resnik | Episode: "Power Down" |
| 2010    | Mad Men                                | Faye Miller            | 10 episoder Nomineret – Primetime Emmy Award for Outstanding Guest Actress in a Drama Series Nomineret – Screen Actors Guild Award for Outstanding Performance by an Ensemble in a Drama Series                         |
| 2011    | Brothers &amp; Sisters                 | Rose                   | 3 episoder |
| 2011    | Hawaii Five-0                          | Agent Allison Marsh    | Episode: "Ho'opa'i" |
| 2011    | A Gifted Man                           | Carol Gordan           | Episode: "In Case of Discomfort" |
| 2012    | Drew Peterson: Untouchable             | Kathleen Savio         | TV-film |
| 2013    | Castle                                 | Siobhan O'Doul         | Episode: "The Wild Rover" |
| 2013    | The Good Wife                          | Charlene Peterson      | Episode: "A More Perfect Union" |
| 2014    | The Carrie Diaries                     | Penny                  | Episode: "Hungry Like the Wolf" |
| 2014    | Elementary                             | Sarah Cushing          | Episode: "Ears to You" |
| 2014–15 | Person of Interest                     | Martine Rousseau       | 8 episoder |
| 2015    | The Mysteries of Laura                 | Julia Davis            | Episode: "The Mystery of the Taken Boy" |
| 2016–nu | Stranger Things                        | Karen Wheeler          | Hovedrolle Screen Actors Guild Award for Outstanding Performance by an Ensemble in a Drama Series (2016) Nomineret– Screen Actors Guild Award for Outstanding Performance by an Ensemble in a Drama Series (2017, 2019) |
| 2017    | The Blacklist: Redemption              | Anna Copeland          | Episode: "Leland Bray" |
| 2017    | Bull                                   | Amaya Andrews          | Episode: "The Illusion of Control" |
| 2018    | The Bad Seed                           | Angela Grossman        | TV-film |
| 2018    | The Romanoffs                          | Debbie Newman          | Episode: "Bright and High Circle" |
| 2019–21 | Supergirl                              | Gamemnae               | Gentagende role |
| 2019    | God Friended Me                        | Karen                  | Episode: "Return to Sender" |
| 2022    | The Girl from Plainville               | Gail Carter            | |